# Maurice Mac-Nab

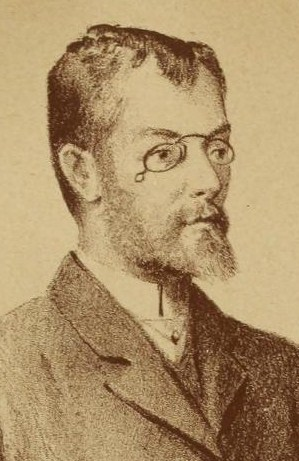
Maurice Mac-Nab

Maurice Mac-Nab (* 4. Januar 1856 in Vierzon; † Dezember 1889 in Paris) war ein französischer Dichter und Sänger (Chansonnier). Er trug seine „Reklame-Chansons“ im bekannten Pariser Cabaret „Le Chat Noir“ vor und war der ursprüngliche Schöpfer dieses Genres.

## Leben
Maurice Mac-Nab entstammte einer Familie schottischer Herkunft. Sein Urgroßvater Édouard Mac Nab (1740–1814) hatte sich als Leibwächter von Louis XV in Frankreich niedergelassen. Später führte ihn der Ehestand nach Sancerre. Während der Französischen Revolution entkam der Urgroßvater nur mit knapper Not der Guillotine. Im Empire wurde er Conseiller Général des Départements Cher. Mac-Nabs Großvater Alexandre (1781–1852) war Sous-préfet des Empire und ehelichte 1810 Marie-Rose de Francières aus Vierzon. Ihre Familie besaß dort das Schloss Château de Fay im Westen der Stadt. Mac-Nabs Vater war Bürgermeister von Vierzon-Villages.
Mac-Nab begann seine schulische Ausbildung am sogenannten Kleinen Seminar von La Chapelle-Saint-Mesmin, das sich unter der Leitung von Félix Dupanloup, dem Bischof von Orléans, befand. Zunächst wurde Mac-Nab Postangestellter und entwickelte nebenbei seine künstlerischen Neigungen bei der Gruppe Les Hydropathes. Daneben war er auch Spiritist. Als Stotterer ließ er sich nicht davon abbringen, seine Lieder selber öffentlich vorzutragen.
Im Quartier Latin in Paris präsentierte er dem Publikum des Café de l’Avenir zum ersten Mal seine Lieder. Danach bot ihm das Kabarett Le Chat Noir beim Montmartre Auftrittsmöglichkeiten an. Dort begann er damit, seine „chansons-réclames“ zum Besten zu geben. Musikalisch begleitet wurden seine Chansons mit Melodien von Camille Baron. Sein satirisches Lied L’Expulsion machte ihn bekannt. Darin wird ein Prätendent auf den französischen Thron verspottet, dessen Einreise- und Niederlassungsgesuch am 26. Juni 1886 per Promulgation abgelehnt wurde. Dabei imitierte Mac-Nab die den Anarchisten zugeschriebene beleidigende Ausdrucksweise. 1887 gelang Mac-Nab der Durchbruch zur Berühmtheit mit dem Lied Le Grand métingue du Métropolitain. Darin kommt ein betrunkener revolutionärer Arbeiter zu Wort, der sich, nach einem Wortwechsel mit einem Polizeispitzel, ausgetragen bei einem konspirativen Meeting, auf dem Wachposten wieder findet. Das Métropolitain war ein bekanntes Versammlungslokal in Lille.
Eine Dissertation über Alkoholintoxikation konnte Maurice Mac-Nab noch fertigstellen, danach erkrankte der gesundheitlich stets angeschlagene Künstler jedoch und starb im Hôpital Lariboisière in Paris. Das Theater seiner Geburtsstadt trägt heute seinen Namen. Sein Grab befindet sich auf dem Cimetière du Père-Lachaise, an der Seite seines Onkels Achille Penfentenyo de Cheffontaines (49. Division).

## Werke
- Poèmes mobiles, 1885
- Poèmes incongrus, 1887
- Chansons du Chat noir, „Lieder von der Schwarzen Katze“, herausgegeben 1890 post mortem.